# Dichiarazione delle Nazioni Unite

Bandiera delle Nazioni Unite, utilizzata per rappresentare gli Alleati tra il 1943 e il 1948.

La Dichiarazione delle Nazioni Unite fu un documento firmato il 1º gennaio 1942 dai rappresentanti di ventisei governi nazionali, alcuni dei quali in esilio, con cui essi si impegnavano a sostenere la Carta Atlantica, a impiegare tutte le risorse disponibili nella guerra contro le Potenze dell'Asse, e a non negoziare una pace separata con alcuna di esse.
Il termine Nazioni Unite divenne sinonimo di Alleati durante la guerra e venne considerato il nome formale sotto il quale combattevano.
I firmatari originali furono: gli Stati Uniti, il Regno Unito, l'Unione delle Repubbliche Socialiste Sovietiche, Cina, Australia, Belgio, Canada, Costa Rica, Cuba, Cecoslovacchia, Repubblica Dominicana, El Salvador, Grecia, Guatemala, Haiti, Honduras, India, Jugoslavia, Lussemburgo, Paesi Bassi, Nuova Zelanda, Nicaragua, Norvegia, Panama, Polonia e Sudafrica.
Altre nazioni, successivamente, firmarono la dichiarazione: il Messico, le Filippine, e l'Etiopia nel 1942; Iraq, Brasile, Bolivia, Persia e Colombia nel 1943; Liberia e Francia nel 1944; Perù, Cile, Paraguay, Venezuela, Uruguay, Turchia, Egitto, Arabia Saudita, Libano, Siria ed Ecuador nel 1945.